# Igreja de Ceivães
A Igreja de Ceivães ou Igreja de S. Salvador de Ceivães é uma igreja localizada em Ceivães, Monção, Portugal.
O corpo da igreja é do século XV, exemplar único em todo o município de Monção.
Sofreu profundas remodelações ao longo dos séculos com o acréscimo da torre sineira e de altares no interior do edifício.